# Zombie Army 4: Dead War
Zombie Army 4: Dead War est un jeu vidéo de tir à la troisième personne développé et édité par Rebellion Developments. Il s'agit de la suite du jeu de 2015, Zombie Army Trilogy, qui est lui-même un spin-off de la série Sniper Elite. Il est sorti le 4 février 2020 pour PlayStation 4, Xbox One et Microsoft Windows, puis le 1er mai 2020 sur Stadia.
Le jeu se déroule dans une réalité alternative, en 1946, un an après qu'Adolf Hitler ait été vaincu par la Résistance et banni en Enfer.

## Système de jeu
Zombie Army 4: Dead War est un jeu de tir à la troisième personne, de type survival horror.

## Développement
Zombie Army 4: Dead War est développé par Rebellion Developments.

## Accueil
Metacritic, qui utilise une moyenne pondérée, attribue au jeu un score de 72 sur 100, basé sur 60 critiques, indiquant des « critiques mitigées ou moyennes » pour la version PlayStation 4. Le site a également attribué un score quasi identique de 73 sur 100 (sur la base de 23 critiques) pour la version Xbox One, indiquant des « Avis généralement favorables ».
Du côté de la presse anglo-saxonne, Alex Spencer de PC Gamer, déclare :«  un jeu de tir très bien conçu, en particulier avec des amis. Ne vous attendez pas à beaucoup réfléchir ». Codi Spence de Gaming Trend a écrit: « Même sans aucune expérience préalable avec la franchise Zombie Army, Zombie Army 4: Dead War est un jeu de tir zombie incroyablement amusant ». Mark Delaney de GamesRadar+ s'exclame: « il offre un jeu de tir coopératif toujours amusant et frénétique avec de nombreuses façons de jouer et encore plus pour vous faire revenir ».
En ce qui concerne la presse française, Jeuxvideo.com estime que « l’expérience s’avère fun, décalée et ose jouer la carte du “classique mais efficace” quitte à dégager un persistent sentiment de déjà-vu » ; tandis que Rami Bououd de Gameblog conclut : « un bon spin-off dans lequel on peut clairement passer beaucoup de temps ».